# Szkocja (Wolinia)
Szkocja (kaszb. Szkòcjô, niem. Schottland) – część wsi Wolinia w Polsce, położona w województwie pomorskim, w powiecie słupskim, w gminie Główczyce. 
W latach 1975–1998 część wsi administracyjnie należała do województwa słupskiego.

## Nazwa
Nazwa miejscowości jest tłumaczeniem poświadczonej po raz pierwszy w 1935 pierwotnej niemieckiej nazwy Schottland o charakterze kulturowym, przeniesionej z nazwy kraju Schottland „Szkocja”.
Rada Języka Kaszubskiego proponuje kaszubską formę nazwy Szkòcjô.